# 2024年のオールスターゲーム (日本プロ野球)
2024年のオールスターゲームは、2024年7月に開催された日本プロ野球のオールスターゲーム。

## 概要
2017年から引き続き、マイナビの特別協賛により「マイナビオールスターゲーム2024」として開催される。
今回は前年から実施されているプラスワン投票に加え、ファン投票もNPB公式サイトに加え、スマートニュースでも投票できる。
前年同様2試合の開催。また全試合DH制を採用。第1戦がパ・リーグ主催、第2戦がセ・リーグ主催で開催される。
第1戦では、新庄剛志監督の発案により、日本ハムの選手が歴代ユニフォームを着用して試合に臨んだ。
- 山﨑福也：新庄剛志監督デザインユニフォーム（2023年）
- 河野竜生：日本ハム初代ユニフォーム（1974年前期）
- 田中正義：北海道移転後初代ユニフォーム（2004年 - 2010年）
- 田宮裕涼：現行ユニフォーム（2022年 - 現在）
- アリエル・マルティネス：東京時代中期ユニフォーム（1982年 - 1992年）
- 上川畑大悟：東京時代前期ユニフォーム（1974年後期 - 1981年）
- 郡司裕也：東京時代後期ユニフォーム（1993年 - 2003年）
- 万波中正：エスコンフィールド1周年ユニフォーム
- 水谷瞬：ファイターズ50周年ユニフォーム
- 水野達稀（出場辞退[3]）：北海道移転後2代目ユニフォーム（2011年 - 2021年）

## 日程
- 第1戦 7月23日 エスコンフィールドHOKKAIDO（主管球団：北海道日本ハムファイターズ。初開催）
- 第2戦 7月24日 明治神宮野球場（主管球団：東京ヤクルトスワローズ。2013年第2戦以来、11年ぶり17回目[注 1]）

本年度は第1戦がオール・パシフィックのホーム扱いで一塁側、第2戦がオール・セントラルのホーム扱いで一塁側（2試合ともビジターは三塁側）。
7月25日が第2戦の雨天予備日として設定されていた。

## アトラクション
第1戦
- 野球殿堂表彰式

谷繁元信、黒田博樹、谷村友一（谷村は故人のため遺族が出席）
- 国歌独唱

アユニ・D（札幌市出身、元BiSHメンバー）
- 始球式

山田優七（札幌市出身のバレエダンサー、ユース・アメリカ・グランプリ優勝）
- 第2戦の予告先発発表（7回裏終了後）

つば九郎
第2戦
- 始球式

ヤクルトベースボールアカデミー代表1名
- 花火打ち上げ（5回裏終了後）

2戦共通
- ホームランダービー

## 出場者
| セントラル・リーグ | セントラル・リーグ | セントラル・リーグ | セントラル・リーグ |
| ------------------ | ------------------ | ------------------ | ------------------ |
| 監督               | 岡田彰布           | 阪神               |                    |
| コーチ             | 新井貴浩           | 広島               |                    |
| コーチ             | 三浦大輔           | DeNA               |                    |
| 先発投手           | 才木浩人           | 阪神               | 初                 |
| 中継投手           | 岩崎優             | 阪神               | 4                  |
| 抑え投手           | R.マルティネス     | 中日               | 3                  |
| 投手               | 戸郷翔征※          | 巨人               | 4                  |
| 投手               | 桐敷拓馬           | 阪神               | 初                 |
| 投手               | 大瀬良大地         | 広島               | 3                  |
| 投手               | 栗林良吏           | 広島               | 3                  |
| 投手               | 床田寛樹           | 広島               | 3                  |
| 投手               | 東克樹             | DeNA               | 3                  |
| 投手               | 森原康平           | DeNA               | 初                 |
| 投手               | 山﨑伊織           | 巨人               | 初                 |
| 投手               | 吉村貢司郎         | ヤクルト           | 初                 |
| 投手               | 大西広樹           | ヤクルト           | 初                 |
| 投手               | 髙橋宏斗           | 中日               | 初                 |
| 投手               | 松山晋也           | 中日               | 初                 |
| 捕手               | 山本祐大※          | DeNA               | 初                 |
| 捕手               | 坂倉将吾           | 広島               | 2                  |
| 一塁手             | 岡本和真※          | 巨人               | 6(1)               |
| 二塁手             | 牧秀悟※            | DeNA               | 3                  |
| 三塁手             | 村上宗隆※          | ヤクルト           | 4                  |
| 遊撃手             | 長岡秀樹※          | ヤクルト           | 3                  |
| 内野手             | 中野拓夢           | 阪神               | 4                  |
| 内野手             | 小園海斗           | 広島               | 2                  |
| 内野手             | オースティン▲      | DeNA               | 初                 |
| 内野手             | 宮﨑敏郎           | DeNA               | 4                  |
| 外野手             | 近本光司※          | 阪神               | 5(1)               |
| 外野手             | 細川成也※          | 中日               | 2                  |
| 外野手             | 筒香嘉智           | DeNA               | 6(1)               |
| 外野手             | 度会隆輝☆          | DeNA               | 初                 |
| 外野手             | サンタナ※          | ヤクルト           | 初                 |
| 外野手             | 秋山翔吾           | 広島               | 7                  |
| 外野手             | 丸佳浩             | 巨人               | 8(1)               |

| パシフィック・リーグ | パシフィック・リーグ | パシフィック・リーグ | パシフィック・リーグ |
| -------------------- | -------------------- | -------------------- | -------------------- |
| 監督                 | 中嶋聡               | オリックス           |                      |
| コーチ               | 吉井理人             | ロッテ               |                      |
| コーチ               | 小久保裕紀           | ソフトバンク         |                      |
| 先発投手             | 山﨑福也※            | 日本ハム             | 2                    |
| 中継投手             | 河野竜生             | 日本ハム             | 初                   |
| 抑え投手             | 田中正義             | 日本ハム             | 2                    |
| 投手                 | エスピノーザ         | オリックス           | 初                   |
| 投手                 | マチャド▲            | オリックス           | 初                   |
| 投手                 | メルセデス           | ロッテ               | 初                   |
| 投手                 | 鈴木昭汰             | ロッテ               | 初                   |
| 投手                 | 有原航平             | ソフトバンク         | 3                    |
| 投手                 | 大津亮介             | ソフトバンク         | 初                   |
| 投手                 | 松本裕樹             | ソフトバンク         | 初                   |
| 投手                 | 則本昂大             | 楽天                 | 6                    |
| 投手                 | 藤井聖               | 楽天                 | 初                   |
| 投手                 | 今井達也             | 西武                 | 2                    |
| 捕手                 | 田宮裕涼※            | 日本ハム             | 初                   |
| 捕手                 | 佐藤都志也           | ロッテ               | 初                   |
| 一塁手               | A.マルティネス       | 日本ハム             | 2                    |
| 一塁手               | 山川穂高※            | ソフトバンク         | 5                    |
| 二塁手               | 上川畑大悟           | 日本ハム             | 初                   |
| 二塁手               | 外崎修汰※            | 西武                 | 3                    |
| 三塁手               | 郡司裕也             | 日本ハム             | 初                   |
| 三塁手               | 栗原陵矢※            | ソフトバンク         | 3                    |
| 遊撃手               | 水野達稀             | 日本ハム             | 初                   |
| 遊撃手               | 源田壮亮※            | 西武                 | 6                    |
| 内野手               | 紅林弘太郎           | オリックス           | 2                    |
| 内野手               | 太田椋▲              | オリックス           | 初                   |
| 内野手               | 鈴木大地▲            | 楽天                 | 6                    |
| 外野手               | 万波中正※            | 日本ハム             | 2                    |
| 外野手               | 近藤健介※            | ソフトバンク         | 6(2)                 |
| 外野手               | 柳田悠岐※            | ソフトバンク         | 10(2)                |
| 外野手               | 岡大海               | ロッテ               | 初                   |
| 外野手               | 周東佑京▲            | ソフトバンク         | 初                   |
| 外野手               | 辰己涼介             | 楽天                 | 初                   |
| 外野手               | 水谷瞬☆              | 日本ハム             | 初                   |
| 指名打者             | 中村剛也             | 西武                 | 10(2)                |
| 指名打者             | ポランコ※            | ロッテ               | 初                   |

- 太字はファン投票による出場、※印は選手間投票による出場、☆印はプラスワン投票による出場、▲は出場辞退選手発生による補充選手、他は監督推薦による出場。
- 数字は選抜回数。カッコ内数字は上記回数中故障等のため不出場の回数。
- なお、辞退選手は野球協約86条により球宴終了後の後半戦開始から10試合、選手登録が出来ない。ただし、登録抹消中の選手は抹消期間中の試合数を10試合から差し引かれる。

1. ↑  左第6肋骨疲労骨折のため。代わりにオースティンを選出[4]。
2. ↑  右足関節外側靱帯損傷のため。代わりにマチャドを選出[4]。
3. ↑  右足関節痛のため。代わりに鈴木を選出[5]。
4. ↑  右半腱様筋腱損傷のため。代わりに周東を選出[6]。
5. ↑  右手関節炎のため。代わりに太田を選出[4]。

## 試合結果
| 試合  | 日付    | ビジター球団（先攻） | スコア | ホーム球団（後攻） | MVP        | 開催球場                   |
| ----- | ------- | -------------------- | ------ | ------------------ | ---------- | -------------------------- |
| 第1戦 | 7月23日 | セ・リーグ           | 11 - 6 | パ・リーグ         | 牧秀悟     | エスコンフィールドHOKKAIDO |
| 第2戦 | 7月24日 | パ・リーグ           | 16 -10 | セ・リーグ         | 佐藤都志也 | 明治神宮野球場             |

### 第1戦

#### スコア
|                      | 1 | 2 | 3 | 4 | 5 | 6 | 7 | 8 | 9 | R  | H  | E |
| -------------------- | - | - | - | - | - | - | - | - | - | -- | -- | - |
| セントラル・リーグ   | 0 | 9 | 0 | 2 | 0 | 0 | 0 | 0 | 0 | 11 | 17 | 1 |
| パシフィック・リーグ | 0 | 1 | 0 | 0 | 0 | 1 | 0 | 4 | 0 | 6  | 16 | 0 |

1. セ：才木、山﨑伊、東、松山、森原、栗林、岩崎 - 山本、坂倉
2. パ：山﨑福也、エスピノーザ、メルセデス、河野、則本、田中正 - マルティネス、田宮、佐藤
3. 勝利：才木
4. 敗戦：山﨑福也
5. 本塁打
セ：丸（2回2ラン・山﨑福也）、牧（2回ソロ・山﨑福也）、村上（2回2ラン・山﨑福也）、牧（4回2ラン・エスピノーザ）
パ：岡（2回ソロ・才木）、山川（8回3ラン・栗林）
6. 審判
［球審］山村
［塁審］名幸（1B）、山路（2B）、深谷（3B）
［外審］原（LL）、長川（RL）
7. 試合開始：18時41分 試合時間：2時間57分[7]

#### 先発オーダー
| セントラル | セントラル | セントラル   |
| 打順       | 守備       | 選手         |
| ---------- | ---------- | ------------ |
| 1          | [中]       | 近本光司     |
| 2          | [右]       | 丸佳浩       |
| 3          | [二]       | 牧秀悟       |
| 4          | [一]       | 岡本和真     |
| 5          | [三]       | 村上宗隆     |
| 6          | [指]       | オースティン |
| 7          | [左]       | 細川成也     |
| 8          | [遊]       | 小園海斗     |
| 9          | [捕]       | 山本祐大     |
|            | [投]       | 才木浩人     |

| パシフィック | パシフィック | パシフィック |
| 打順         | 守備         | 選手         |
| ------------ | ------------ | ------------ |
| 1            | [右]         | 水谷瞬       |
| 2            | [投指]       | 山崎福也     |
| 3            | [左]         | 近藤健介     |
| 4            | [中]         | 万波中正     |
| 5            | [二]         | 田宮裕涼     |
| 6            | [三]         | 郡司裕也     |
| 7            | [捕]         | マルティネス |
| 8            | [遊]         | 上川畑大悟   |
| 9            | [一]         | 岡大海       |
|              | [投]         | 山崎福也     |

#### 表彰選手
MVP
牧秀悟（DeNA）
2回に山崎福也からソロ、4回にエスピノーザから2ランを放ち、2本塁打3打点の活躍。DeNAの野手のMVP受賞は2016年第1戦の筒香嘉智以来、8年ぶり。
敢闘選手賞
丸佳浩（巨人）
2回に山崎福也から2ランを放ち、広島時代の2016年第2戦以来となる本塁打を記録（巨人移籍後では初）。巨人の選手のオールスターでの本塁打は2017年第2戦の小林誠司以来で、巨人の選手の敢闘賞受賞は前年第2戦の岡本和真以来。
村上宗隆（ヤクルト）
2回に山崎福也から2ランを放ち、オールスター初本塁打を記録。
山川穂高（ソフトバンク）
8回に栗林から3ランを放ち、全パの意地を見せた。敢闘賞受賞は西武時代の2022年第1戦以来で、ソフトバンク移籍後では初受賞。
マイナビドリーム賞
村上宗隆（ヤクルト）

### 第2戦

#### スコア
|                      | 1 | 2 | 3 | 4 | 5 | 6 | 7 | 8 | 9 | R  | H  | E |
| -------------------- | - | - | - | - | - | - | - | - | - | -- | -- | - |
| パシフィック・リーグ | 0 | 2 | 1 | 5 | 0 | 2 | 1 | 4 | 1 | 16 | 28 | 1 |
| セントラル・リーグ   | 0 | 4 | 0 | 1 | 3 | 0 | 0 | 1 | 1 | 10 | 16 | 1 |

1. パ：有原、藤井、大津、マチャド、鈴木、松本裕、今井 - 佐藤、田宮
2. セ：吉村、戸郷、床田、大瀬良、髙橋宏、桐敷、大西、マルティネス - 坂倉、山本
3. 勝利：マチャド
4. 敗戦：髙橋宏
5. 本塁打
パ：辰己（2回ソロ・吉村）、岡（7回ソロ・桐敷）、紅林（8回2ラン・大西）
セ：坂倉（2回満塁・藤井）、オースティン（5回2ラン・マチャド）、村上（5回ソロ・マチャド）
6. 審判
［球審］長川
［塁審］原（1B）、深谷（2B）、山路（3B）
［外審］山村（LL）、名幸（RR）
7. 試合開始：18時32分 試合時間：3時間26分[8]

#### 先発オーダー
| パシフィック | パシフィック | パシフィック |
| 打順         | 守備         | 選手         |
| ------------ | ------------ | ------------ |
| 1            | [左]         | 周東佑京     |
| 2            | [右]         | 万波中正     |
| 3            | [指]         | 近藤健介     |
| 4            | [一]         | 山川穂高     |
| 5            | [三]         | 栗原陵矢     |
| 6            | [中]         | 辰己涼介     |
| 7            | [捕]         | 佐藤都志也   |
| 8            | [二]         | 外崎修汰     |
| 9            | [遊]         | 源田壮亮     |
|              | [投]         | 有原航平     |

| セントラル | セントラル | セントラル |
| 打順       | 守備       | 選手       |
| ---------- | ---------- | ---------- |
| 1          | [中]       | 秋山翔吾   |
| 2          | [二]       | 中野拓夢   |
| 3          | [一]       | 岡本和真   |
| 4          | [三]       | 村上宗隆   |
| 5          | [指]       | サンタナ   |
| 6          | [左]       | 丸佳浩     |
| 7          | [遊]       | 長岡秀樹   |
| 8          | [右]       | 度会隆輝   |
| 9          | [捕]       | 坂倉将吾   |
|            | [投]       | 吉村貢司郎 |

#### 表彰選手
MVP
佐藤都志也（ロッテ）
6打数5安打（うち二塁打3本）2打点の活躍で2019年第2戦での近本光司以来の1試合5安打を記録。第1打席で単打、第3打席で三塁打を記録していたが、本塁打が出なかったためオールスター史上3人目のサイクル安打こそならなかったが、初出場ながらその実力を存分に発揮した。ロッテの野手のMVP受賞は1987年第1戦の高沢秀昭以来37年ぶり。
敢闘選手賞
近藤健介（ソフトバンク）
6打数5安打（うち二塁打2本）2打点の活躍で1試合5安打を記録。
辰己涼介（楽天）
2回に吉村から先制ソロ、同点に追いつかれた6回に高橋宏斗から勝ち越し適時打を含む4打数3安打2打点3得点の活躍。
坂倉将吾（広島）
2回に藤井から一時逆転となる満塁本塁打を放つ。オールスターでの満塁本塁打は1963年第2戦の榎本喜八（当時大毎）、1967年第3戦の大杉勝男（当時東映）以来57年ぶり3人目でセ・リーグの選手では初。
マイナビドリーム賞
坂倉将吾（広島）

## 日産EV No.1 ホームランダービー
|  | 1回戦              | 1回戦 |                    |       | 準決勝   | 準決勝 |          |       | 決勝 | 決勝 |
|  |                    |       |                    |       |          |        |          |       |      |      |
|  | 第1試合（7月23日） |       |                    |       |          |        |          |       |      |      |
|  |                    |       |                    |       |          |        |          |       |      |      |
|  | 岡本和真           | 5     |                    |       |          |        |          |       |      |      |
|  | 岡本和真           | 5     | 第3試合（7月23日） |       |          |        |          |       |      |      |
|  | 万波中正           | 3     |                    |       |          |        |          |       |      |      |
|  | 万波中正           | 3     | 岡本和真           | 6 (4) |          |        |          |       |      |      |
|  | 第2試合（7月23日） |       | 岡本和真           | 6 (4) |          |        |          |       |      |      |
|  |                    |       | 近藤健介           | 6 (5) |          |        |          |       |      |      |
|  | 牧秀悟             | 3     | 近藤健介           | 6 (5) |          |        |          |       |      |      |
|  | 牧秀悟             | 3     | 第7試合（7月24日） |       |          |        |          |       |      |      |
|  | 近藤健介           | 4     |                    |       |          |        |          |       |      |      |
|  | 近藤健介           | 4     |                    |       | 近藤健介 | 8 (5)  |          |       |      |      |
|  | 第4試合（7月24日） |       |                    |       | 近藤健介 | 8 (5)  |          |       |      |      |
|  |                    |       |                    |       |          |        | 山川穂高 | 8 (4) |      |      |
|  | 村上宗隆           | 6     |                    |       |          |        | 山川穂高 | 8 (4) |      |      |
|  | 村上宗隆           | 6     | 第6試合（7月24日） |       |          |        |          |       |      |      |
|  | A.マルティネス     | 7     |                    |       |          |        |          |       |      |      |
|  | A.マルティネス     | 7     | A.マルティネス     | 4     |          |        |          |       |      |      |
|  | 第5試合（7月24日） |       | A.マルティネス     | 4     |          |        |          |       |      |      |
|  |                    |       | 山川穂高           | 5     |          |        |          |       |      |      |
|  | 細川成也           | 4     | 山川穂高           | 5     |          |        |          |       |      |      |
|  | 細川成也           | 4     |                    |       |          |        |          |       |      |      |
|  | 山川穂高           | 5     |                    |       |          |        |          |       |      |      |
|  | 山川穂高           | 5     |                    |       |          |        |          |       |      |      |

優勝
近藤健介（ソフトバンク）

## 記録

### 第1戦
- 1投手による最多失点・最多自責点：山﨑福也、9 ※2011年第1戦で武田勝が記録して以来のタイ記録
- 1投手による1イニング最多失点・最多自責点：同上、9（※新記録）
- 先発投手が指名打者で出場：同上
- 投手の代打：床田寛樹（史上10人目、13度目） ※安打を記録は史上3人目[13]
- 1イニング最多得点：2回表（セ・リーグ、9得点）

### 第2戦
- 1試合最多得点：パ・リーグ、16得点
- 1試合最多安打：パ・リーグ、28安打
- 両チーム合計最多得点：26（オールスター史上唯一両チームが2桁得点を達成）
- 両チーム合計最多安打：44
- 投手の代走：栗林良吏（史上7人目、8度目）
- 満塁本塁打：坂倉将吾（史上3人目、セ・リーグの選手としては初）
- 試合時間：3時間26分（9イニングで終了した試合としてはオールスター史上最長）

### 全般
- 2試合合計最多得点：パ・リーグ、22
- 2試合合計最多安打：パ・リーグ、44

## テレビ中継
- 第1戦
  - テレビ朝日（EX）≪テレビ朝日系列≫[14]
    - 放送時間：18:30 - 21:00[注 9]（延長オプションなし）
    - 解説：古田敦也、松坂大輔
    - 実況：大西洋平[注 10]（テレビ朝日アナウンサー）
    - インタビュー：柳下圭佑、武隈光希（共にテレビ朝日アナウンサー）

  - BS朝日（ホームランダービー、延長中継）
- 第2戦
  - テレビ朝日（EX）≪テレビ朝日系列≫[15]
    - 放送時間：18:30-20:54（延長オプションなし）
    - 解説：古田敦也、松坂大輔
    - 実況：大西洋平（テレビ朝日アナウンサー）
    - インタビュー：草薙和輝、柳下圭佑（共にテレビ朝日アナウンサー）

  - BS朝日（ホームランダービー、延長中継）

## ラジオ中継
- 第1戦
  - 北海道放送（HBC）≪非NRN扱い…TBC・QR・CBC・ABC・KRY・RKB・NBC・RKK・OBS≫
  - STVラジオ（STV）≪NRN…LF・SF・MBS・RCC・KBC≫
- 第2戦
  - ニッポン放送（LF）≪NRN…水曜ナイターネット局≫
  - 文化放送（QR）≪非NRN扱い…HBC・CBC・ABC・RKB≫

## インターネット配信
- 第1戦
  - ABEMA
    - 解説：糸井嘉男、杉谷拳士[16]
    - 実況：田中大貴
- 第2戦
  - ABEMA[17]
    - 解説：中畑清
    - 実況：DJケチャップ
    - ゲスト：黒見明香（乃木坂46）